# Nicolas Fritsch
Pour les articles homonymes, voir Fritsch.
Nicolas Fritsch est un coureur cycliste français né le 19 décembre 1978 dans le 10e arrondissement de Paris. 

## Biographie
Nicolas Fritsch passe professionnel en 1999 au sein de l'équipe Saint-Quentin-Oktos-MBK. Il réalise sa plus grande performance en 2002 avec une troisième place sur le Tour de Suisse, alors qu'il est âgé de 23 ans.
Il ne réussit pas à rééditer une telle performance par la suite, malgré une victoire au Tour du Finistère et son poste de premier français au Tour d'Italie 2004, avec une 51e place au compteur.
En 2007, il revient chez les amateurs au sein de l'AVC Aix-en-Provence. Après un début de saison en demi-teinte, il met un terme à sa carrière en juin 2008.
Le cycliste Pierre Tosi est son oncle.
Nicolas Fritsch devient ensuite commentateur et chroniqueur sur les antennes d’Eurosport.

## Palmarès

### Résultats année par année
- 1997
  - Tour de la Haute-Marne
  - Tour du Grand-Bornand espoirs :
    - Classement général
    - 2e étape (contre-la-montre)[2]

  - 2e du Loire-Atlantique Espoirs
- 1998
  - Tour de l'Oudon[2]
  - 2e de Liège-Bastogne-Liège espoirs
  - 3e du Grand Prix de Gommegnies
- 1999
  - 1re étape de la Ronde de l'Isard
  - 2e du championnat de France du contre-la-montre espoirs
  -  Médaillé de bronze du championnat d'Europe du contre-la-montre espoirs
  - 3e de la Ronde de l'Isard
- 2002
  - 3e du Tour de Suisse
  - 3e du Grand Prix de Wallonie
- 2003
  - Tour du Finistère
  - 3e étape de Paris-Corrèze
  - 3e de Paris-Bourges
- 2007
  - Championnat de Provence
  - Classement général du Circuit de Saône-et-Loire
  - 1re étape de la Ronde de l'Oise
  - Grand Prix du Valdonnez
  - Étape du Tour
  - 2e du Circuit des Ardennes
- 2008
  - Grand Prix de Voiron :
    - Classement général
    - 1re étape

### Résultats sur les grands tours

#### Tour de France
2 participations 
- 2003 : 78e
- 2005 : abandon (12e étape)

#### Tour d'Italie
2 participations 
- 2003 : non-partant (14e étape)
- 2004 : 51e